# Maria Franziska de Sulzbach
Maria Franziska  Dorothea Christina de Palatin de Sulzbach (germană Maria Franziska von Pfalz-Sulzbach; n. 15 iunie 1724, Schwetzingen – d. 15 noiembrie 1794, Sulzbach), a fost Contesă Palatină de Sulzbach, iar prin căsătorie Contesă Palatină și Ducesă de Birkenfeld.
Născută la Schwetzingen, ea a fost al cincilea copil al Contelui Paltin Joseph Karl de Sulzbach și a Contesei Elizabeth Auguste Sophie de Neuburg. Din cei șapte copii ai părinților ei, doar ea și două surori mai mari au atins vârsta adultă.

## Copii
| Nume                                                                             | Portret | Naștere            | Deces             | Note |
| -------------------------------------------------------------------------------- | ------- | ------------------ | ----------------- | --- |
| Karl II August Duce de Palatinat-Zweibrücken                                     |         | 29 octombrie 1746  | 1 aprilie 1795    | Căsătorit în 1774 cu Prințesa Maria Amalia de Saxonia; a avut un singur copil, care a murit devreme                              |
| Klemens August Joseph Friedrich Prinț de Palatinat-Zweibrücken                   |         | 18 septembrie 1749 | 19 iunie 1750     | |
| Maria Amalia Augusta Prințesă de Palatinat-Zweibrücken Regină consort a Saxoniei |         | 10 mai 1752        | 15 noiembrie 1828 | Căsătorită în 1769 cu Electorul Frederic Augustus III; a avut copii                                                              |
| Marie Anna Prințesă de Palatinat-Zweibrücken                                     |         | 18 iulie 1753      | 4 februarie 1824  | Căsătorită în 1780 cu Ducele Wilhelm de Bavaria; a avut copii                                                                    |
| Maximilian I Rege al Bavariei                                                    |         | 27 mai 1756        | 13 octombrie 1825 | Căsătorit în 1785 cu Augusta de Hesse-Darmstadt; a avut copii. căsătorit a doua oară în 1797 cu Caroline de Baden; a avut copii. |